# Torneo de Amberes
El BNP Paribas Fortis Diamond Games fue un torneo profesional de tenis jugado anualmente en Amberes, Bélgica. Fue un torneo exclusivamente femenino que estuvo incluido dentro de los torneos de la WTA, exactamente entre los Tier II. Se celebró desde el año 2002 normalmente al comenzar el año, en febrero, en el Sportpaleis, ubicado en Amberes.
En el 2009 con la reestructuración del Tour de la WTA y los retiros de las grandes estrellas belgas del tenis Justine Henin y Kim Clijsters, el torneo perdió su estatus como parte del Tour de la WTA, porende este fue relegado a una exhibición anual de Tenis protagonizada por la ex-N° 1 del Mundo Kim Clijsters y distintas otras persoalidades del Tenis que incluyeron a las ex-N°s 1 del Mundo como Venus Williams, Ana Ivanovic y Caroline Wozniacki; así como tenistas locales como Kirsten Flipkens y Yanina Wickmayer; esta exhibición se realizó desde 2009 hasta 2014.
Para la edición 2015 del Tour de la WTA, el torneo vuelve a ocupar ese lugar que había dejado vacío durante estos últimos cinco años, reemplazando al Open GDF Suez bajo el mando de la extenista y múltiple campeona de Grand Slam la belga Kim Clijsters, quien asume el puesto de directora general del torneo que volvió con categoría WTA Premier.
En octubre de 2016 se disputó una edición masculina dentro del calendario del ATP World Tour 250.

## Premios especiales
Este torneo tenía la particularidad de ofrecer un premio especial a quien sea capaz de ganar el torneo individual tres veces en cinco años. Después de ganar los torneos de 2002 y 2003, Venus Williams tuvo varios años para conseguir el premio pero varias lesiones la apartaron de poder lograrlo.
En el año 2007, se enfrentaban en la final la francesa Amélie Mauresmo y la belga Kim Clijsters. Mauresmo tenía la oportunidad de adjudicarse el premio especial ya que había ganado en los dos años anteriores y Clijsters quería despedirse de sus compatriotas con una victoria ya que había anunciado al comienzo del año, que sería su último año en activo para formar una familia. Finalmente la francesa se adjudicó el título por 6-4 y 7-6 (7-4) y con ello el premio por ganar por tercera vez el evento. Dicho premio fue una raqueta de oro decorada con diamantes la cual se estima que tiene un valor de un millón de euros.
En la edición de 2008 se puso en juego otro trofeo con la misma condición, sería adjudicado a aquella tenista que gane el torneo individual tres veces en los últimos cinco años y en esta ocasión se trataba de una raqueta y una pelota de oro decorados con diamantes que tenían un valor estimado que asciende a 1,5 millones de euros.
Para la edición 2015 en estos Diamond Games, el torneo regalará una raqueta de oro y diamantes de 4,5 kilos a la jugadora que sea capaz de ganar el torneo al menos dos veces en tres años. Una raqueta que estará valorada en 1,5 millones de dólares.

## Campeonas

### Individual
| Año                | Campeona        | Finalista          | Resultado     |
| ------------------ | --------------- | ------------------ | ------------- |
| ↓ Torneo Tier II ↓ |                 |                    |               |
| 2002               | Venus Williams  | Justine Henin      | 6-3, 5-7, 6-3 |
| 2003               | Venus Williams  | Kim Clijsters      | 6-2, 6-4      |
| 2004               | Kim Clijsters   | Silvia Farina Elia | 6-3, 6-0      |
| 2005               | Amélie Mauresmo | Venus Williams     | 4-6, 7-5, 6-4 |
| 2006               | Amélie Mauresmo | Kim Clijsters      | 3-6, 6-3, 6-3 |
| 2007               | Amélie Mauresmo | Kim Clijsters      | 6-4, 7-6(4)   |
| 2008               | Justine Henin   | Karin Knapp        | 6-3, 6-3      |
| 2009-14            | Exhibición      | Exhibición         | Exhibición    |
| ↓ WTA Premier ↓    |                 |                    |               |
| 2015               | Andrea Petković | Carla Suárez       | w/o           |

### Dobles
| Año                | Campeonas                        | Finalistas                            | Resultado        |
| ------------------ | -------------------------------- | ------------------------------------- | ---------------- |
| ↓ Torneo Tier II ↓ |                                  |                                       |                  |
| 2002               | Magdalena Maleeva Patty Schnyder | Nathalie Dechy Meilen Tu              | 6-3, 6-7(3), 6-3 |
| 2003               | Kim Clijsters Ai Sugiyama        | Nathalie Dechy Emilie Loit            | 6-2, 6-0         |
| 2004               | Cara Black Els Callens           | Myriam Casanova Eleni Daniilidou      | 6-2, 6-1         |
| 2005               | Cara Black Els Callens           | Anabel Medina Dinara Safina           | 3-6, 6-4, 6-4    |
| 2006               | Dinara Safina Katarina Srebotnik | Stéphanie Foretz Michaëlla Krajicek   | 6-1, 6-1         |
| 2007               | Cara Black Liezel Huber          | Elena Likhovtseva Yelena Vesnina      | 7-5, 4-6, 6-1    |
| 2008               | Cara Black Liezel Huber          | Květa Peschke Ai Sugiyama             | 6-1, 6-3         |
| 2009-14            | Exhibición                       | Exhibición                            | Exhibición       |
| ↓ WTA Premier ↓    |                                  |                                       |                  |
| 2015               | Anabel Medina Arantxa Parra      | An-Sophie Mestach Alison Van Uytvanck | 6-4, 3-6, [10-5] |